# Wakfu
Wakfu ist ein Massively Multiplayer Online Role-Playing Game (MMORPG) des französischen Entwicklers Ankama. Es stellt den Nachfolger zu Dofus dar und spielt 1000 Jahre nach dessen Geschichte.
Wakfu stellt ein Franchise dar, da neben dem MMORPG auch diverse Adaptionen in anderen Medien veröffentlicht wurden. Das Spiel ist in französischer, spanischer, englischer und deutscher Sprache spielbar.

## Geschichte
Wakfu spielt 1000 Jahre nach Dofus. In der Zeit zwischen Dofus und Wakfu hat der Oger Ogrest alle Dofus gefunden und wurde mächtiger als die Götter, ein Titan. Seine Tränen der Trauer einer verlorenen Liebe überschwemmten die Welt und schufen die Inseln der Welt Wakfus.

## Spielmechanik
Wakfu ist ein MMORPG und bietet folglich die Möglichkeit mit einer Vielzahl von Spielern die Welt zu erkunden und im Zusammenspiel Erfolge zu erzielen. Ein Grundelement vieler MMORPGs sind die Kämpfe gegen bösartige Kreaturen oder auch andere Mitspieler. Diese laufen in Wakfu, wie auch im Vorgänger Dofus rundenbasiert ab. Für das Kampfsystem sind dabei die Aktionspunkte entscheidend, die vom Spieler bei Aktionen, wie dem Bewegen der Spielfigur oder dem Ausführen von Angriffen, verbraucht werden. Je nach Fähigkeit der Figur, die auch durch eingesammelte Gegenstände und Ausrüstung gesteigert werden kann, variiert die Anzahl dieser Punkte und deren Verbrauch. Nach einer abgeschlossenen Runde innerhalb des Kampfes werden die Aktionspunkte wieder aufgefüllt. Die Kämpfe selbst finden in einer sogenannten „Kampfblase“ statt und können so von außen zwar beobachtet, aber nicht von anderen Spielern nachträglich betreten werden. Diese Kampfblase ist in ihrer Form und Größe vom Gelände abhängig. Die Kampfblase besteht ähnlich einem Schachbrett aus Feldern und ist zweigeteilt. Dabei liegt der Schwerpunkt der Auseinandersetzungen hauptsächlich auf dem taktischen Element.

### Charakterklassen und Charakterentwicklung
Es gibt 18 Charakterklassen (Stand: 2019) unter diesen findet man unter anderem Klassiker wie Krieger, Bogenschütze und Heiler, aber auch etwas exotischere Klassen wie Zeitmagier, Schatzjäger und Spieler.
Jede Klasse hat 4 Talentstränge mit jeweils 5 Fertigkeiten. Drei dieser Talentstränge sind jeweils einem der 4 Elemente (Feuer, Wasser, Luft und Erde) zugeordnet, dies sind die Fertigkeiten, die in Kämpfen am häufigsten zum Einsatz kommen. Der andere Talentstrang enthält „aktive“ Fertigkeiten ohne Element.
Zusätzlich kann man die Spielweise seiner Klasse mit unterschiedlichen passiven Fähigkeiten modifizieren. Diese können nicht im Kampf eingesetzt werden.
Durch das Aufleveln des Charakters werden neue Fähigkeiten freigeschaltet und verbessert.
Neben den Fertigkeiten gibt es noch diverse Eigenschaften, die nach einem Stufenaufstieg, der durch gewonnene Erfahrung erreicht wird, gesteigert werden können, wie zum Beispiel die Basisstärke des Charakters oder die Flinkheit im Kampf.

### Ökosystem
In Wakfu gibt es ein vom Spieler beeinflusstes dynamisches Ökosystem. Zum Beispiel sind die Spieler in der Lage, Tiere oder Pflanzen nahezu auszurotten, wodurch die Preise für entsprechende Ressourcen steigen würden oder mancher Gegenstand oder Inhalt nicht mehr verfügbar wäre. Umgekehrt fallen bei Überangebot die Preise. Ähnlich der Freien Marktwirtschaft reguliert sich so der Markt entsprechend der Spieler, lässt sich aber beeinflussen.

### Politisches System
Das Politische System Wakfus ermöglicht es, dass jede der Inseln, die eine Nation darstellen, eigene Gesetze erlassen kann. Ebenso Strafen für Gesetzesbrecher, die als vogelfrei und angreifbar gelten können. Jeder Spieler kann Gouverneur seiner Nation werden. Auch wird das PvP-Verhalten per Gesetz festgelegt, ob mehr oder weniger Schwerpunkt auf dem Kampf zwischen Spielern ist damit von Nation zu Nation unterschiedlich. Und jeder Spieler kann sich aussuchen, wo er leben möchte.

### Berufe
Es gibt zwei Arten von Berufen: Sammelberufe und Handwerker.
Das Pflanzen und Ernten ist typisch für Berufe der ersten Kategorie, bei denen direkt mit der Umwelt interagiert wird. Alle Berufe, die das Ökosystem beeinflussen, haben zwei Facetten: das Entziehen von Ressourcen aus dem Ökosystem (Ernten) und das Hinzufügen von Ressourcen zum Ökosystem (Pflanzen)
Mit Kenntnissen in Forstwesen kann man beispielsweise Walnussbäume fällen, Nüsse pflanzen, um daraus neue Walnussbäume wachsen zu lassen.
Die Handwerker Berufe können Ressourcen wie Holz, Getreide oder Kräuter zu Ausrüstungen, Nahrung oder Tränken verarbeiten. Auch Ressourcen von Tieren werden für manchen Gegenstand benötigt.
Die Berufslevel steigen durch die Anwendung und schalten somit bessere Rezepte frei.

### Die Wandertasche
Eine magische Wandertasche fungiert als Haus, das man stets bei sich trägt. Diese lässt sich vielfältig erweitern, z. B. ist es möglich, Kräuter darin anzupflanzen oder Gegenstände zu verkaufen. Auch um Werkplätze lässt sie sich erweitern.

## Adaptionen
Im Rahmen eines Cross-Media-Ansatzes erschienen zum Spiel zusätzlich am 12. Oktober 2009 ein Sammelkartenspiel namens Wakfu: Incarnam hergestellt von Upper Deck, am 4. Juni 2009 ein Comic namens Les chroniques de Wakfu: Maille à partir mit 76 Seiten und eine Zeichentrickserie.

### Zeichentrickserie
Das Spiel wurde im Jahr 2008 durch Ankama als französischsprachige Zeichentrickserie adaptiert, die wie das Spiel den Titel Wakfu trug. Wie das Spiel wurde die Serie, unter der Regie von Anthony „Tot“ Roux, mit Hilfe von Adobe Flash animiert. Das Character-Design wurde von Xavier „Xa“ Houssin und Kim „Tcho“ Etinoff entworfen. Bei der Produktion der im Stile eines Anime gezeichneten Serie wurde das französische Studio von einigen japanischen Animatoren unterstützt. Zur Entstehung der Serie wurde am 19. November 2009 das Buch Wakfu: Making of Saison 1 (ISBN 978-2-916739-97-7) veröffentlicht.
Erstmals vorgestellt wurde die Serie auf der London MCM Expo, wo die ersten beiden Folgen auf Englisch gezeigt wurden. Im Fernsehen wurde die 26 Folgen umfassende Serie erstmals seit dem 30. Oktober 2008 auf dem Fernsehsender France 3 übertragen. Die Ausstrahlung der letzten Folge erfolgte am 5. Juni 2010. Die Fernsehserie war recht erfolgreich und konnte während der 9. Folge 1,2 Millionen Zuschauer für sich gewinnen. Seit dem 27. August 2010 zeigte RTL II die Serie in seinem Internetauftritt mypokito.de.
Ein Ableger der Serie mit dem Titel Mini-Wakfu erschien seit September 2009 und wurde als Stream angeboten. In den kurzen humorvollen Animationen wurden die Charaktere im Super-Deformed-Stil stark verniedlicht dargestellt.

### Comic
Eine französische Comic-Adaption von Tot, Jean-David Morvan und AdRian soll ab Oktober 2010 unter dem Titel Wakfu Heroes auf Deutsch bei Tokyopop erscheinen. Eine weitere Adaption soll als Die Chroniken von Wakfu 2011 folgen.